# Selaginella wilsonii
Selaginella wilsonii là một loài dương xỉ trong họ Selaginellaceae. Loài này được Hieron. mô tả khoa học đầu tiên năm 1917.
Danh pháp khoa học của loài này chưa được làm sáng tỏ. 